# Ignacio Padilla
Ignacio Padilla, född 7 november 1968 i Mexico City, död 20 augusti 2016 i Querétaro (i en bilolycka), var en mexikansk författare.
Padilla anses vara en av de främsta samtida latinamerikanska författarna. 1996 var han en av grundarna av den så kallade Crackrörelsen vars manifest bröt mot den  latinamerikanska litterära traditionen och magisk realism. Hans fjärde roman Amfitryon, som utspelar sig under andra världskriget, belönades år 2000 med det prestigefyllda priset Premio Primavera Novela för bästa spanskspråkiga roman. Den utkom 2009 i svensk översättning.